# Muanamosi Matumona
Muanamosi Matumona (16 settembre 1965 – Luanda, 14 aprile 2011) è stato un presbitero, teologo e sociologo angolano.

## Biografia
Nato nella provincia di Uíge, Matumona ha studiato filosofia, teologia e sociologia a Porto e a Lisbona e ha conseguito il master in comunicazione sociale e il dottorato in teologia fondamentale all'Università Cattolica portoghese. Ordinato prete nel 1995, ha esercitato il suo ministero come parroco nella diocesi di Uige, insegnando anche al seminario diocesano. In seguito è diventato insegnante di Filosofia africana, Comunicazione sociale e Sociologia all'Università Agostinho Neto, lavorando prima all'Istituto Superiore di Scienza dell’Educazione a Uige e poi alla Facoltà di Scienze sociali a Luanda. Giornalista fin dal 1982, ha collaborato con diversi giornali, con l'agenzia di stampa ANGOP e con la Radio nazionale dell'Angola, producendo e conducendo per la sede provinciale radiofonica di Uige il programma "Antena Luz". In seguito è stato nominato direttore di Radio Ecclesia (emittente cattolica dell’Angola con sede a Luanda) e del giornale cattolico O Apostolado. È morto prematuramente all’Ospedale militare di Luanda a causa di una malattia. Nell'ultimo periodo stava preparandosi al conseguimento di un secondo dottorato in sociologia.
Matumona è autore di diversi libri di teologia, filosofia africana e giornalismo. In campo teologico è stato un esponente della teologia della ricostruzione, che si occupa dei problemi riguardanti la ricostruzione delle società africane dopo la fine dei conflitti successivi al conseguimento dell'indipendenza post coloniale. Per Matumona la ricostruzione non deve riguardare solo il campo politico ma coinvolgere anche il campo della fede, considerando alla luce del Vangelo i problemi socio-economici, culturali e politici. In campo giornalistico, a Matumona è stato riconosciuto un importante contributo allo sviluppo del giornalismo nazionale in Angola.

## Opere
- Jornalismo angolano. Historia, desafios e perspectivas (2002)
- A reconstrucao de Africa na Era da modernidade. Ensaio de uma Epistemologia e Pedagogia da Filosofia Africana (2004)
- Cristianismo e Mutacoes sociais. Elementos para uma Teologia Africana da Reconstrucao (2005)
- Teologia Africana da Reconstrucao como novo paradigma epistemologico. Contributo lusofono num mundo em mutacao (2008)
- Os media na era da globalizacao. Para uma sociologia do jornalismo angolano (2009)
- Filosofia Africana na linha do tempo. Implicacoes epistemologicas, pedagogicas e praticas de uma ciencia moderna (2010)